# Arquebisbat de Baltimore

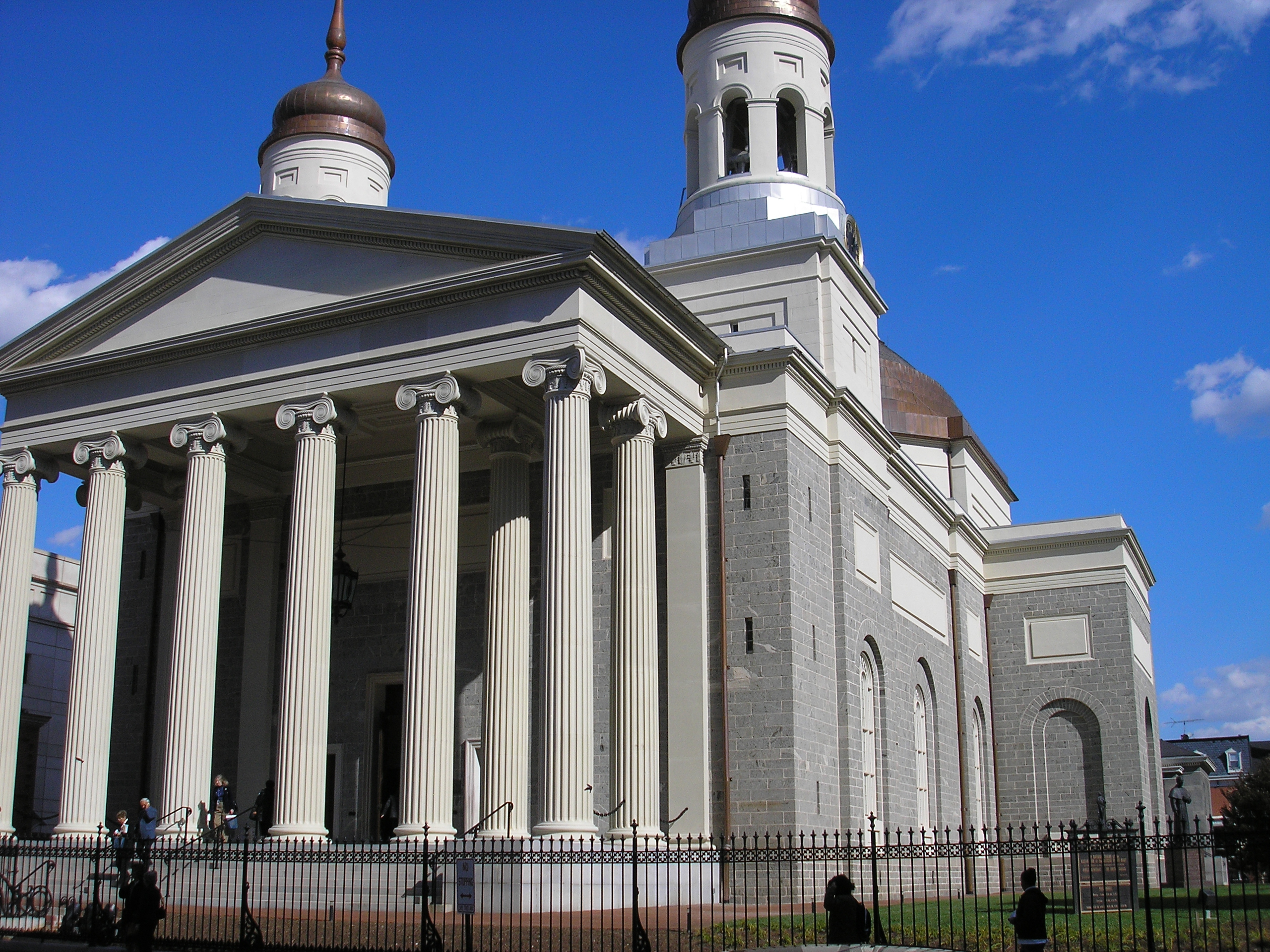
La cocatedral i basílica menor de l'Assumpció de Maria Verge, a Baltimore

L'arquebisbat de Baltimore (anglès: Archdiocese of Baltimore; llatí: Archidioecesis Baltimorensis) és una seu metropolitana de l'Església Catòlica als Estats Units, que pertany a la regió eclesiàstica IV (DC, DE, MD, VA, VI, WV). Al 2012 tenia 510.328 batejats sobre una població de 3.148.690 habitants. Actualment està regida per l'arquebisbe William Edward Lori.
L'arxidiòcesi de Baltimore és la primera seu de l'Església Catòlica als Estats Units. L'arxidiòcesi de Baltimore és la diòcesi més antiga als Estats Units, la ciutat seu de la qual estava dins de les fronteres de la nació quan els Estats Units van declarat la seva independència el 1776. La Santa Seu concedí a l'arquebisbe de Baltimore el dret de precedència a la nació a la litúrgia, reunions i consells plenaris el 15 d'agost de 1859. Tot i que l'arxidiòcesi de Baltimore no gaudeix no gaudeix de l'estatus primacial, és la primera seu episcopal de l'Església Catòlica als Estats Units.
L'arxidiòcesi compta amb parròquies, 545 preveres (244 diocesans i 196 residents), 159 diaques permanents, 55 religiosos, 803 religioses, 205 ministres eucarístics laics, 5 hospitals, 28 llars d'avis, 7 instituts diocesans/parroquials, 13 instituts privats, 4 universitats i dos seminaris (St. Mary's Seminary and University a Roland Park, al nord de Baltimore i el Seminari Mount St. Mary's (a Mount Saint Mary's University) a Frederick County's Emmitsburg, Maryland).

## Territori
L'arxidiòcesi comprèn 9 comtats de l'estat de Maryland als Estats Units: Allegany, Anne Arundel, Baltimore, Carroll, Frederick, Garrett, Harford, Howard o Washington.
La seu arxiepiscopal és la ciutat de Baltimore, on es troba la catedral de Maria Reina i la cocatedral de la Basílica del Santuari Nacional de l'Assumpció de Maria Verge, que és la catedral més antiga dels Estats Units. A Emmitsburg es troba, a més, la basílica menor de Santa Elizabeth Ann Seton i el santuari de la Mare de Déu de Lorda.
El territori s'estén sobre 12.430 km², i està dividit en 146 parròquies.

### Província eclesiàstica
La província eclesiàstica de Baltimore, instituïda al 1808, comprèn les següents diòcesis sufragànies:
- bisbat d'Arlington
- bisbat de Richmond
- bisbat de Wheeling-Charleston
- bisbat de Wilmington

## Història
Abans i durant la Guerra d'Independència, els catòlics de les tretze colònies (i també les colònies al Canadà) estaven sota la jurisdicció eclesiàstica del bisbe del Vicariat Apostòlic del Districte de Londres, a Anglaterra. Després del Tractat de París, signat el 3 de setembre de 1783, possés fi a la guerra, el clergat de Maryland va lliurar una petició a la Santa Seu, el 6 de novembre de 1783, pel permetre als missioners als Estats Units que nominessin un superior, que tindrien alguns dels poders d'un bisbe. En resposta, el Papa Pius VI el 6 de juny de 1784, va confirmar el pare John Carroll, qui havia estat seleccionat pel seus germans sacerdots, com a Superior de les Missions en la recent independència dels Tretze Estats Units d'Amèrica del Nord, amb poder per conferir el sagrament de la confirmació. Aquesta llei establia una jerarquia als Estats Units i es retir la'Església Catòlica als Estats Units de l'autoritat del Vicari Apostòlic del Districte de Londres.
La Santa Seu va establir llavors el càrrec de la Prefectura Apostòlica dels Estats Units el 26 de novembre de 1784. Com que Maryland era una de les poques regions dels Estats Units colonials amb una població catòlica substancial, la prefectura apostòlica va ser elevada per convertir-se en la Diòcesi de Baltimore -la primera diòcesi en els Estats Units-, el 6 de novembre de 1789, mitjançant el breu apostòlic Ex hac Apostolicae del Papa Pius VI. La nova diòcesi estava immediatament subjecta a la Santa Seu. En 1790, el Pare Carroll va viatjar a Anglaterra, on va ser ordenat i consagrat com a bisbe al castell de Lulworth a Dorset, sota la responsabilitat del bisbe de Londres .
El 8 d'abril de 1808, el Papa Pius VII va erigir les diòcesis sufragànies de Boston, Nova York, Filadèlfia, i Bardstown a Bardstown, Kentucky, que es va traslladar el 1841 a la ciutat més gran de Louisville, des del territori de la Diòcesi de Baltimore i al mateix temps va ser elevada al rang d'arxidiòcesi metropolitana, amb el breu Pontificii muneris. La nova "Província de Baltimore" -el metropolità de la qual era l'arquebisbe de l'arxidiòcesi de Baltimore- comprenia tots els estats i territoris de la nació.
L'arxidiòcesi de nou va perdre territori en les dècades següents amb la creació de la diòcesi de Richmond (Virgínia) l'11 de juliol de 1820 i la diòcesi de Wilmington (Delaware) el 3 de març de 1868.
Al 1850 la "Prerrogativa del Lloc" conferí a l'arxidiòcesi de Baltimore una precedència honorífica respecte a les altres diòcesis, semblant a la dels Primats a d'altres països.
El 22 de juliol de 1939, la seu va ser rebatejada temporalment com a arxidiòcesi de Baltimore-Washington, en reconeixement de la capital del país. Vuit anys més tard, el 15 de novembre de 1947, el Districte de Columbia i els dos Washington suburbans i els tres comtats del sud de Maryland va esdevenir l'arxidiòcesi de Washington (DC), donant lloc a l'actual Arxidiòcesi de Baltimore.
Des de 1808 i fins a 1847, Baltimore va ser l'única arxidiòcesi als Estats Units i, per tant, tot el país era una província eclesiàstica. A mesura que la població del país va créixer i van arribar onades d'immigrants catòlics, la Santa Seu va continuar erigint noves diòcesis i elevant altres a l'estatus d'arxidiòcesi metropolitana, que al mateix temps es van convertir en seus metropolitanes de noves províncies eclesiàstiques. Per tant, la Província de Baltimore es va convertir gradualment en més i més petita. En 1847, la llavors la diòcesis de Saint Louis va ser elevada a seu arxidiocesana metropolitana i es creà la nova Província de San Louis. En 1850, la Diòcesi de Nova York es va elevar a arxidiòcesi. També en 1850, la diòcesi de Oregon City, ara Portland, Oregon, va ser elevada a arxidiòcesi. En 1875, les diòcesis de Boston i Philadelphia van ser elevats de la mateixa manera.
L'arxidiòcesi va començar a publicar el seu diari diocesà, The Baltimore Catholic Review des de 1913 com a successor de l'anterior publicació diocesana The Catholic Mirror, publicat entre 1833 i 1908. El nom ha estat escutçat a The Catholic Review. El 2012, va canviar de setmanal a quinzenal; i al desembre de 2015, es va transformar de nou per a una revista mensual.
L'octubre de 1995 va rebre la visita del Papa Joan Pau II.

## Prelatura

### Prerrogativa de lloc
L'arxidiòcesi de Baltimore està dirigida per la prelatura de l'arquebisbe de Baltimore i un cos de bisbes auxiliars que ajuden en l'administració de l'arxidiòcesi com a part d'una cúria més gran. Setze persones han servit com a arquebisbes de Baltimore; l'actual arquebisbe és William E. Lori.
En 1858, la Sagrada Congregació per a la Propagació de la Fe (Propaganda Fide), amb l'aprovació del Papa Pius IX, conferí la "prerrogativa de lloc" a l'arxidiòcesi de Baltimore. Aquest decret va donar a l'arquebisbe de Baltimore precedència sobre tots els altres arquebisbes dels Estats Units (però no cardenals) en els consells, reunions i reunions de qualsevol tipus de la jerarquia (en Conciliis, coetibus et comitiis quibuscumque), independentment de l'antiguitat dels altres arquebisbes en la promoció o l'ordenació.

### Catedrals
L'arquebisbe és al mateix temps el pastor de la Catedral de Maria Reina a Homeland a Baltimore nord i de la Basílica del Santuari Nacional de l'Assumpció de la Mare de Déu, (antiga catedral de Baltimore) al turó de la catedral sobre el centre, a prop del barri Mont Vernon- Belvedere, la cocatedral; el bisbe nomena els rectors de la catedral i de la co-catedral. La basílica, construïda entre 1806 i 1821, és la primera catedral i parròquia construïda als Estats Units dins de les seves fronteres en aquells moments. Es considera l'església mare dels Estats Units. Durant el temps des de la instal·lació del primer bisbe, John Carroll, en 1790 a la dedicació de l'antiga catedral de Baltimore en 1821, la seu del bisbe (la "càtedra") estava a l'església de Sant Pere (primera parròquia de la diòcesi, fundada el 1770), dos blocs al sud a la cantonada nord-oest del Nord Charles Street i West Saratoga, que actuà com la pro-catedral amb la seva rectoria adjunta, l'escola i el cementiri circumdant.
L'antiga Sant Pere, curiosament estava a l'altra banda del carrer de la "Mare Església de l'Església Anglicana" a Baltimore, l'antiga Església de St Paul (Anglicana/Episcopaliana) amb quatre edificis successius en el lloc començant el 1730 a la cantonada sud-est de Charles i Saratoga, al centre, amb vistes al port. La parròquia catòlica de Sant Pere va ser destruïda en 1841.
L'arxidiòcesi de Baltimore és una de les quatre diòcesis Estats Units que té dues esglésies que serveixen com catedrals a la mateixa ciutat, sent les altres la diòcesi de Honolulu; la diòcesi de Burlington i la diòcesi de Brooklyn. Les altres diòcesis amb dues catedrals les tenen en ciutats separades.

## Cronologia episcopal

Escut de l'arxidiòcesi

- John Carroll, S.J. † (9 de juny de 1784 - 3 de desembre de 1815 mort)
- Leonard Neale, S.J. † (3 de desembre de 1815 - 18 de juny de 1817 mort)
- Ambrose Maréchal, P.S.S. † (14 de juliol de 1817 - 29 de gener de 1828 mort)
- James Whitfield † (29 de gener de 1828 - 19 d'octubre de 1834 mort)
- Samuel Eccleston, P.S.S. † (19 d'octubre de 1834 - 22 d'abril de 1851 mort)
- Francis Patrick Kenrick † (19 d'agost de 1851 - 8 de juliol de 1863 mort)
- Martin John Spalding † (3 de maig de 1864 - 7 de febrer de 1872 mort)
- James Roosevelt Bayley † (30 de juliol de 1872 - 3 d'octubre de 1877 mort)
- James Gibbons † (3 d'octubre de 1877 - 24 de març de 1921 mort)
- Michael Joseph Curley † (10 d'agost de 1921 - 16 de maig de 1947 mort)
- Francis Patrick Keough † (29 de novembre de 1947 - 8 de desembre de 1961 mort)
- Lawrence Joseph Shehan † (8 de desembre de 1961 - 25 de març de 1974 jubilat)
- William Donald Borders † (25 de març de 1974 - 6 d'abril de 1989 jubilat)
- William Henry Keeler (11 d'abril de 1989 - 12 de juliol de 2007 jubilat)
- Edwin Frederick O'Brien (12 de juliol de 2007 - 29 d'agost de 2011 nomenat pro-gran mestre de l'Orde del Sant Sepulcre de Jerusalem)
- William Edward Lori, des del 20 de març de 2012

### Bisbes coadjutors i auxiliars
- Dominic Laurence Graessel S.J. (Coadjutor: 1793) nomenament pòstum
- Leonard Neale S.J. (Coadjutor: 1795–1815) ascendí a la seu
- James Whitfield (Coadjutor: 8-28 de gener de 1828) ascendí a la seu
- Samuel Eccleston P.S.S. (Coadjutor: març – octubre de 1834) ascendí a la seu
- James Gibbons (Coadjutor: maig – octubre de 1877) ascendí a la seu
- Alfred Allen Paul Curtis (1897–1908) es retirà com a bisbe de Wilmington (serví com a tal entre 1886–1896)
- Owen Patrick Bernard Corrigan (1908–1929) mort
- Thomas Joseph Shahan (1914–1932) mort
- John Michael McNamara (1927–1947) nomenat bisbe auxiliar de Washington
- Lawrence Joseph Shehan (1945–1953) nomenat bisbe de Bridgeport (posteriorment nomenat arquebisbe coadjutor)
- Jerome Aloysius Daugherty Sebastian (1953–1960) mort
- Lawrence Joseph Shehan (Coadjutor: juliol – desembre de 1961) ascendí a la seu (prèviament va ser bisbe auxiliar)
- Thomas Austin Murphy (1962–1984) jubilat
- Thomas Joseph Mardaga (1966–1968) nomenat bisbe de Wilmington
- Francis Joseph Gossman (1968–1975) nomenat bisbe de Raleigh
- Philip Francis Murphy (1976–1999) mort
- James Francis Stafford (1976–1982) nomenat bisbe de Memphis; posteriorment nomenat arquebisbe de Denver; posteriorment President del Consell Pontifici per als Laics; creat Cardenal; posteriorment nomenat Penitenciari Major de la Penitenciaria Apostòlica; jubilat el 2 de juny de 2009
- William Clifford Newman (1984–2003) jubilat
- John Ricard S.S.J. (1984–1997) nomenat bisbe de Pensacola-Tallahassee
- Gordon Dunlap Bennett S.J. (1997–2004) nomenat bisbe de Mandeville a Jamàica
- William Francis Malooly (2000–2008) nomenat bisbe de Wilmington
- Mitchell T. Rozanski (2004–2014) nomenat bisbe de Springfield (Massachusetts)
- Denis J. Madden (2005–present)

### Altres bisbes relacionats
Els homes següents van conservar el seu servei com a preveres a Baltimore abans de ser nomenats bisbes arreu (els anys en parèntesi es refereixen als seus anys a Baltimore).
- Ignatius A. Reynolds, bisbe de Charleston (1823–1843)
- John J. Chanche, bisbe de Natchez (1841–1851)
- William Henry Elder, arquebisbe de Cincinnati (1846–1857)
- Thomas Patrick Roger Foley, bisbe coadjutor de Chicago (1846–1869)
- John Samuel Foley, bisbe de Detroit (1856–1888)
- Thomas Albert Andrew Becker, bisbe de Savannah (1859–1868)
- Placide Louis Chapelle, arquebisbe de New Orleans, Delegat Apostòlic a Cuba, Delegat Apostòlic a les Filipines (1865–1891)
- John Joseph Keane, arquebisbe de Dubuque (1866–1878)
- Patrick James Donahue, bisbe de Wheeling (1885–1894)
- William Thomas Russell, bisbe de Charleston (1889–1916)
- Peter Leo Ireton, bisbe de Richmond (1906–1935)
- Thomas Joseph Toolen, arquebisbe ad personam i bisbe de Mobile (1910–1927)
- William Joseph Hafey, bisbe de Scranton (1914–1925)
- John Joyce Russell, bisbe de Charleston i Richmond (1923–1950)
- Michael William Hyle, bisbe de Wilmington (1927–1958); va ser coadjutor (amb dret a successió) de Wilmington, 1958-1960
- Philip Matthew Hannan, arquebisbe de New Orleans (1939–1948)
- Victor Benito Galeone, bisbe de Saint Augustine (1960–2001)
- F. Richard Spencer, bisbe auxiliar de l'arquebisbat pels Serveis Militars (1988–1994)

## Estadístiques
A finals del 2012, la diòcesi tenia 510.328 batejats sobre una població de 3.148.690 persones, equivalent al 16,2% del total.
| any  | població | població  | població | sacerdots | sacerdots       | sacerdots       | sacerdots             | diaques | religiosos | religiosos | parròquies |
| ---- | -------- | --------- | -------- | --------- | --------------- | --------------- | --------------------- | ------- | ---------- | ---------- | ---------- |
| any  | batejats | total     | %        | total     | clergat secular | clergat regular | batejats por sacerdot | diaques | homes      | dones      |            |
| 1950 | 297.546  | 1.509.684 | 19,7     | 649       | 268             | 381             | 458                   |         | 529        | 2.460      | 118        |
| 1959 | 403.505  | 2.509.139 | 16,1     | 675       | 288             | 387             | 597                   |         | 814        | 2.759      | 131        |
| 1964 | 480.653  | 2.116.859 | 22,7     | 698       | 317             | 381             | 688                   |         | 853        | 3.411      | 138        |
| 1970 | 438.203  | 2.321.050 | 18,9     | 686       | 358             | 328             | 638                   | 1       | 496        | 2.937      | 139        |
| 1976 | 455.564  | 2.425.530 | 18,8     | 772       | 355             | 417             | 590                   | 52      | 559        | 2.120      | 148        |
| 1980 | 413.668  | 2.869.430 | 14,4     | 667       | 347             | 320             | 620                   | 91      | 478        | 1.972      | 149        |
| 1990 | 449.483  | 2.534.000 | 17,7     | 652       | 286             | 366             | 689                   | 174     | 471        | 1.484      | 162        |
| 1999 | 484.287  | 2.849.409 | 17,0     | 595       | 304             | 291             | 813                   | 187     | 80         | 1.212      | 155        |
| 2000 | 486.607  | 2.870.150 | 17,0     | 597       | 293             | 304             | 815                   | 181     | 380        | 1.233      | 164        |
| 2001 | 486.828  | 2.903.892 | 16,8     | 511       | 258             | 253             | 952                   | 167     | 325        | 1.160      | 162        |
| 2002 | 497.424  | 2.944.407 | 16,9     | 514       | 254             | 260             | 967                   | 159     | 333        | 1.190      | 162        |
| 2003 | 500.179  | 2.972.083 | 16,8     | 497       | 263             | 234             | 1.006                 | 171     | 315        | 1.131      | 154        |
| 2004 | 506.587  | 3.006.607 | 16,8     | 574       | 309             | 265             | 882                   | 183     | 338        | 1.088      | 152        |
| 2006 | 517.679  | 3.055.407 | 16,9     | 545       | 285             | 260             | 949                   | 178     | 333        | 1.047      | 151        |
| 2010 | 499.529  | 3.119.000 | 16,0     | 543       | 297             | 246             | 919                   | 158     | 315        | 934        | 153        |
| 2012 | 510.328  | 3.148.690 | 16,2     | 511       | 284             | 227             | 998                   | 168     | 296        | 860        | 146        |